# Leonardo (Tortues Ninja)
Pour les articles homonymes, voir Leonardo.
Leonardo, est un personnage de fiction, leader officiel des Tortues Ninja. Son bandana est bleu, bien que les quatre tortues aient eu à l'origine un bandana rouge, et ses armes sont deux Ninjatō (communément appelés par erreur des katanas). Il porte le prénom de Leonardo da Vinci, le célèbre inventeur et artiste de la Renaissance.
Leonardo, comme son sensei, Splinter, prend le Ninjutsu très au sérieux. Des quatre tortues, c'est le plus proche de Splinter et il passe la plupart de son temps libre à s'entrainer et méditer. Il a un très fort sens de l'honneur et suit de très près le code Bushido. Il tente de maintenir les autres tortues dans le droit chemin.

## Comics
Leonardo est, avec Donatello, le plus calme et le plus sage. Bien qu'il ne soit pas désigné explicitement comme le chef du groupe, c'est lui qui commande les Tortues en l'absence de Splinter.
Plus tard (Teenage Mutant Ninja Turtles (vol. 1) #19-21), Raphael demande aux Tortues de retourner à New York pour combattre les Foot et Shredder, accusant Leonardo de lâcheté. Tous deux se disputent et en viennent aux mains. Leonardo l'emporte, et jette Raphael  contre un mur, puis Raphael, fou de rage, repart seul a New York .
Leonardo, Michelangelo et Donatello regagnent finalement à leur tour New York, et retrouvent leur frère dans leur ancien refuge dans les égouts. Tous les quatre tentent ensuite un plan pour attaquer le QG des Foot, mais Raphael part encore une fois de son côté pour affronter Shredder, ce qui lui vaut d'être embusqué par la Garde d'Elite de ce dernier. Après que Leonardo l'ait sauvé, Raphael accepte finalement son leadership, et le laisse affronter Shredder. Leonardo se lance alors dans une bataille sanglante, et décapite finalement Shredder au moment où le bâtiment explose. Peu après, il retourne dans les égouts avec le corps de Saki, qui est brûlé.
Dans l'arc City ar War (Teenage Mutant Ninja Turtles (vol. 1) #50-62), le Clan des Foot, privé de chef, tombe dans une guerre fratricide féroce, au milieu de laquelle les Tortues et la population civile se retrouvent coincées. Leonardo se sent responsable de ce qui se produit, et tombe dans l'indécision. Les Tortues sont alors approchées par Karai, la chef des Foot au Japon venue sur place pour réunir à nouveau les Foot. Elle offre aux Tortues une trêve et la promesse de ne pas chercher à venger la mort de Shredder s'ils acceptent en échange de l'aider à tuer la Garde d'Elite de Shredder, obstacle majeur à la réorganisation du Clan. Malgré les protestations de Raphael, Leonardo réussit à convaincre ses frères d'accepter l'offre, et les Tortues travaillent toutes les quatre en équipe avec Karai pour éliminer la Garde d'Elite.

## Série animée originale
Dans la série animée de 80, Leonardo est clairement mentionné comme étant le chef des Tortues, et il y a peu de disputes à ce sujet : ses ordres sont usuellement suivis sans problème. Il est présenté comme un chef efficace et doué, un peu plus sérieux que ses frères ce qui cependant reste relatif du fait du ton humoristique de la série.

## Série animée 2003
Dans la série animée de 2003, Leonardo est majoritairement présenté comme similaire à la version du comic. Élève favori (dans un sens) de Splinter, il est celui qui prend le plus au sérieux la pratique du ninjustu, passant la plupart de son temps libre à méditer, s'entraîner et lire. Il a un respect profond pour Splinter, et cherche en général à suivre ses instructions. Toute sa vie est basée sur les principes du bushido, qui compte plus que tout pour lui, et il a un sens de l'honneur et de la responsabilité stricte. La plupart des épisodes sur Shredder et l'honneur sont centrés également sur lui.
Comme dans le comic toujours, Leonardo a une relation assez conflictuelle avec Raphael, qui admet mal son droit au commandement. Néanmoins, il est clair qu'ils sont profondément attachés l'un à l'autre.
Durant la saison 2, Leonardo développe aussi une relation complexe avec Karai, la fille adoptive de Shredder, qui suit un idéal d'honneur très similaire au sien. Tous deux restent ainsi partagés entre leur respect l'un pour l'autre et leur loyauté respectives à des factions opposées. Durant l'une des multiples fois où Karai coopère secrètement avec les Tortues, Leonardo la sauve à deux reprises, et tente à une occasion de la faire changer de côté. Durant toute la série, il montre la certitude que Karai peut encore changer de côté et passer du bon côté.
Leonardo connaît une évolution particulière après la victoire finale contre le Shredder Utrom, combat durant lequel Karai le blesse à l'épaule, laissant une cicatrice sur le haut de sa carapace. Mais la blessure est loin d'être purement physique : marqué par son incapacité à protéger sa famille (et peut-être à faire passer Karai du bon côté), Leonardo s'assombrit, devenant plus sombre, plus sérieux et plus violent, au point d'inquiéter même Raphael. Après qu'il blesse involontairement Splinter dans un entraînement sous l'effet de la colère, ce dernier décide de l'envoyer en voyage au Japon pour rencontrer un nouveau maître : l'Ancien, autrefois sensei d'Hamato Yoshi. Leonardo part en voyage, et finit par rencontrer l'Ancien, qui, par un voyage initiatique, lui apprend peu à peu à se défaire de sa colère, le faisant retrouver sa personnalité d'origine.
Peu après, apprenant que sa famille est en danger, Leonardo regagne New York, où il découvre que Karai, devenue le nouveau Shredder, a détruit le refuge et apparemment tué sa famille. Après avoir fouillé la ville, il finit par retrouver Splinter et ses frères, tous bien vivants, les installe dans un nouveau refuge, et part affronter Karai. Commentant avec ironie qu'elle souffre du même mal que celui dont il vient lui-même de guérir, il la bat aisément, mais choisit de l'épargner avec un avertissement, afin de lui laisser une dernière chance de bien faire.

## Série animée de 2012
Dans cette série, Leonardo reste fidèle à la version du comic. Désigné leader des tortues, il est un élève appliqué auprès de maître Splinter. Il se retrouve souvent en conflit avec Raphael au point qu'il abandonne le temps d'un épisode son rôle de leader, laissant Raphael se mettre à sa place. Pendant ce temps, il rencontre Karai qui parvient à le séduire et à le piéger. Il garde une relation ambiguë avec elle, espérant qu'elle puisse un jour se ranger de son côté. Dans un des épisodes de la série Karai se range du côté des tortues car elle prend enfin conscience que Shredder n'est pas son vrai père et qu'il est, par conséquent un ennemi ; ce qui rend la relation entre elle et Leonardo plus amicale, et Leo finira même par tomber amoureux d'elle, au grand dam de Raphaël, qui n'aime pas Karai.
Leonardo est particulièrement fan d'une série et d'un comic appelé Héros de l'espace et s'inspire du capitaine pour parfaire son rôle de leader.

## Interprètes
David Forman endosse le costume de Leonardo dans le long métrage en prise de vues réelles Les Tortues Ninja (1990). Mark Caso l'incarne ensuite dans Les Tortues Ninja 2 : Les héros sont de retour (1991) et Les Tortues Ninja 3 (1993).
Gabe Khouth et Shishir Inocalla incarnent Leonardo dans la série télévisée live Tortues Ninja : La Nouvelle Génération diffusée entre 1997-1998.
Pete Ploszek l'incarne en capture de mouvement dans les films en prises de vues réelles Ninja Turtles (2014) et Ninja Turtles 2 (2016).

### Voix originales
- Tortues Ninja : Les Chevaliers d'écaille (série TV d'animation, 1987-1996) : Cam Clarke
- Tortues Ninja : La Nouvelle Génération (série TV, 1997-1998) : Michael Dobson

### Voix françaises
- Tortues Ninja : Les Chevaliers d'écaille (série TV d'animation, 1987-1996) :
  - Loïc Baugin (épisodes 1 à 26)
  - Mark Lesser (épisodes 27 à 106 ; épisodes 138 à 193)
  - Michel Tugot-Doris (épisodes 107 à 137)
- Les Tortues Ninja (film, 1990) : Emmanuel Jacomy
- Les Tortues Ninja 2 : Les héros sont de retour (film, 1991) : Emmanuel Jacomy
- Les Tortues Ninja 3 (film, 1993) : Thierry Wermuth
- Tortues Ninja : La Nouvelle Génération (série TV, 1997-1998) : Emmanuel Karsen
- Les Tortues Ninja (série TV d'animation, 2003-2010) : Bruno Mullenaerts
- Turtles Forever (téléfilm d'animation, 2009) : Bruno Mullenaerts
- TMNT : Les Tortues Ninja (film d'animation, 2007) : Bruno Mullenaerts
- Les Tortues Ninja (série TV d'animation, 2012-2017) : Stéphane Marais
- Ninja Turtles (film, 2014) : Franck Lorrain
- Ninja Turtles 2 (film, 2016) : Franck Lorrain
- Le Destin des Tortues Ninja (série TV d'animation, 2018-2020) : Stéphane Marais